# The Peoples Champ
The Peoples Champ – pierwszy (drugi ogólnie) studyjny album amerykańskiego rapera Paula Walla. Uplasował się na 1. miejscu notowania Billboard 200. Album został również wydany w edycji "Chopped & Screwed" przez Michaela "5000" Wattsa.
Gościnnie na płycie występują między innymi Three 6 Mafia, T.I., Kanye West, Lil Wayne.

## Lista utworów
| #  | Tytuł                 | Producent        | Gościnnie              | Czas |
| -- | --------------------- | ---------------- | ---------------------- | ---- |
| 1  | "I’m a Playa"         | DJ Paul, Juicy J | Three 6 Mafia          | 4:25 |
| 2  | "They Don’t Know"     | Grid Iron        | Bun B                  | 3:43 |
| 3  | "Ridin' Dirty"        | Grid Iron        | Trey Songz             | 4:27 |
| 4  | "State to State"      | Sanchez Holmes   | Freeway                | 4:12 |
| 5  | "So Many Diamonds"    | Khao             | T.I.                   | 3:58 |
| 6  | "Smooth Operator"     | Kool Kojak       |                        | 3:15 |
| 7  | "Sittin' Sidewayz"    | Salih Williams   | Big Pokey              | 3:52 |
| 8  | "Internet Going Nutz" | KLC              |                        | 4:43 |
| 9  | "Trill"               | Grid Iron        | B.G. & Bun B           | 4:08 |
| 10 | "Sippin' tha Barre"   | Mr. Lee          |                        | 4:39 |
| 11 | "Drive Slow"          | Kanye West       | Kanye West & GLC       | 4:33 |
| 12 | "March 'n' Step"      | Grid Iron        | Lil Wayne              | 3:47 |
| 13 | "Got Plex"            | Speez            | Archie Lee & Cootabang | 3:45 |
| 14 | "Girl"                | Speez            |                        | 4:38 |
| 15 | "Big Ballin'"         | Grid Iron        |                        | 4:01 |
| 16 | "Sip-N-Get High"      | Alan Sampson     | Aqualeo                | 3:45 |
| 17 | "Just Paul Wall"      | Grid Iron        |                        | 4:11 |

## Pozycja na liście
| Lista (2005)                          | Pozycja na liście |
| ------------------------------------- | ----------------- |
| U.S. Billboard 200                    | 1                 |
| U.S. Billboard Top R&B/Hip-Hop Albums | 1                 |